# Kristin Shepard
Kristin Marie Shepard a Dallas című sorozat egyik mellékszereplője, Mary Crosby alakította (1979–1981), illetve a sorozat elején 2 alkalommal Colleen Camp (1979). A szereplő egyetlen alkalommal megjelent a Dallas spin-off szériájában, a Knots Landing-ban, a második évad alatt. 

## Háttér
Kristin volt Samantha Ewing cselszövő húga, akinek viszonya is volt Samantha férjével, Jockey-val.

## Történet
Kristin legelőször a második évadban jelent meg az anyjával, Patricia Shepard-el. Patricia mindig büszke volt a lányára, Samanthára, hogy a Ewing családba házasodott be. Patricia reménykedett akkor, hogy a kisebbik leánya Kristin (akkor Colleen Camp alakította) is talál egy megfelelő férjet magának. Kristin eltöltött egy kis időt a southforki farmon, és Jockey-val kieszeltek egy tervet, hogy végleg szétválasszák Bobbyt és Pamelát, így Kristin elcsábította őt. (Bobby és Pamela ekkor éppen különéltek, de hamarosan kibékültek, ezt akarta Jockey tönkretenni.) Jockey terve azonban visszafelé sült el. Bobbyt ugyanis egyáltalán nem érdekelte Kristin, így nem is történt semmi. Ezek után Bobby és Pamela kibékültek. Kristin elhagyta a várost egy időre.
Kristin (mostantól kezdve már Mary Crosby játszotta) egy pár hónap múlva visszatért Dallasba, a harmadik évad elején. Jockey állást ajánlott Kristin-nek a Ewing Olajtársaságnál mint titkárnő. Ezután lakást is szerzett neki, és egy hosszútávú, romantikus kapcsolatba kezdtek. Kristin segített Jockey-nak az üzleti ügyekben. Jockey viszont nem tartotta be az ígéreteit Kristin-nek, nem jutalmazta meg, és nem is vette feleségül. Kristin ezek után keserű lett, és úgy érezte, hogy Jockey elárulta őt. Abban az időben Jockey-nak sok haragosa volt az üzletben, és a csalásban is. A harmadik évad végén Kristin lelőtte Jockey-t, de ez akkor még nem derült ki. Így az volt a kérdés, hogy ki lőtt rá Jockey-ra?
A negyedik évad elején, Samanthát vádolták azzal, hogy lelőtte Jockeyt, viszont ő rájött, hogy a húga, Kristin lőtt rá Jockey-ra: ez Southforkban, egy medence melletti beszélgetésben derült ki, amikor csak hárman voltak ott. Mielőtt Jockey (a kerekesszékben) felhívta volna a rendőrséget, Kristin felfedte, hogy terhes Jockey gyerekével. Ahelyett, hogy vádat emeltek volna Kristin ellen, Jockey elküldte a városból, és megállapodtak abban, hogy minden hónapban küldeni fog neki egy csekket a születendő gyermekük miatt.
Kristin egy évvel később visszatért Dallas-ba, és azt állította, hogy valóban megszülte Jockey gyermekét, és pénzt követelt tőle. Aztán pár nap telt csak el, és Kristin annyira be volt drogozva, hogy belefulladt a southforki medencébe. Később Bobby és Pamela az ő gyermekét, Christopher-t fogadták örökbe. Először mindenki azt hitte, hogy Jockey a gyermek apja. De mivel ebben senki sem volt biztos, Bobby és Pamela Kaliforniába utaztak, hogy kiderítsék az igazságot. Itt Kristin egyik barátnőjétől kiderült, hogy Kristin kis idővel azután, hogy Kaliforniába érkezett, elvetélt Jockey gyermekével. Aztán 1981-ben hozzáment Jeff Farraday-hez, akitől újra teherbe esett, és ez a gyermek lett Christopher Ewing. Így aztán világossá vált mindenki számára, hogy nem Jockey Christopher apja, hanem Jeff Farraday.
Kristin tett egy utolsó megjelenést a Dallas fináléjában, 1991-ben. Ebben az epizódban Jockey álmából kiderült, hogy mi történt volna a családjával, a rokonaival, ha ő nem született volna meg. Ebben a környezetben, úgy tűnik, hogy Kristin egy prostituált, amelyet Jockey kiszámíthatónak talál. Ezután tájékoztatja az ügyfelét, hogy ő valójában egy rendőr, és Jockey nem hisz a szemének. A kliens pénzt ajánl Kristin-nek, hogy felejtsék el a dolgot, amivel megpróbálta megvesztegetni őt. Miután az ember kifizette a pénzt, kiderül, hogy Kristin valójában egy szélhámos, ami elnyeri Jockey tetszését.

## Knots Landingvendég megjelenése
Mielőtt Kristin utoljára megjelent volna a Dallas negyedik évadjának végén, felbukkant a Dallas spin-off szériájában, a Knots Landing-ben. 1980. december 18-án jelent meg a második évad egyik epizódjában. Kristin már Los Angelesben élt, miután elhagyta Dallast és letartóztatták a kábítószerek miatt. Kapcsolatba lépett Valene és Gary Ewinggal, és a segítségüket kérte, hogy szabadítsák ki a börtönből. Kristin megpróbált kapcsolatot kialakítani a Ewingok szomszédjával, Kenny Ward-al, aki külön élt a feleségével, Ginger-el abban az időben. Kristin és Kenny kitervelték, hogy Kenny hazaviszi Kristin-t, hogy megmutassák Ginger-nek, hogy Kristin elcsábította Kenny-t. Ginger nem sokkal később azonnali válást követelt, és ez sikerült is. Kristin ezután bevallotta Valene-nek és Gary-nek, hogy terhes, és azt mondta, hogy ő csak megpróbálta elcsábítani Kenny-t annak érdekében, hogy bebizonyítsa, hogy ő gyermeke apja. A záró jelenetben Gary és Kristin beszélgetésük közben felemlegették, hogy a családjukban ők a fekete bárányok. Kristin nem sokkal később elhagyta Knots Landing-et.

## Fordítás
- Ez a szócikk részben vagy egészben  a   Kristin Shepard című angol Wikipédia-szócikk fordításán alapul.  Az eredeti cikk szerkesztőit annak laptörténete sorolja fel. Ez a jelzés csupán a megfogalmazás eredetét és a szerzői jogokat jelzi, nem szolgál a cikkben szereplő információk forrásmegjelöléseként.